# Jayme Amatnecks
Jayme Amatnecks (Ponta Grossa, 22 de diciembre de 1966) es un compositor y director de coro brasileño.
Se formó en los estados brasileños del Rio Grande do Sul, Paraná y São Paulo. Ha sido alumno de Gabriel de Paula Machado, Lucia Passos y Hans-Joachim Koellreutter, habiendo participado también en formaciones camerísticas como el Coro de UEPG, el Coro de Unisinos y el Coro del Theatro Guaira.
En el 1987 fundó el Coro de Niños de UEPG y en 1999 organizó los coros Ars Música y Vox Pop con el cual ha hizo numerosos conciertos, promoviendo sobre todo el repertorio vocal de la música brasileña.
Ha sido director de la Orquesta Sinfónica de Ponta Gruesa (2002-2005) y entre 2005-2011 ha enseñado en la Universidad Potiguar - UNP. Ha dirigido el Coro del CEIC, Coro de las Mujeres Santas Cecilia, el Coral AFENAB/AABB y el Coro del Tribunal Federal de Rio Grande do Norte (2005-2011).
Ha ideado un proyecto para difundir las culturas de la música coral atravesada por la educación musical coral en los colegios públicos en Ponta Gruesa, formando 83 coros, alcanzando directamente a 40 directores, 1.346 estudiantes procedentes de colegios públicos de Ponta Gruesa y, indirectamente, más de 200.000 personas. Ha dado conferencias y conciertos en diversas ciudades de Brasil, y ha participado como docente de Ars Música Camerata Coro, promovido por el Ministerio de la Cultura de Brasil, al Tren Cultural que ha viajado a 102 ciudades brasileñas.
Ha sido elegido para dos veces miembro de la Junta de la Cultura de la ciudad de Ponta Grossa, Paraná.

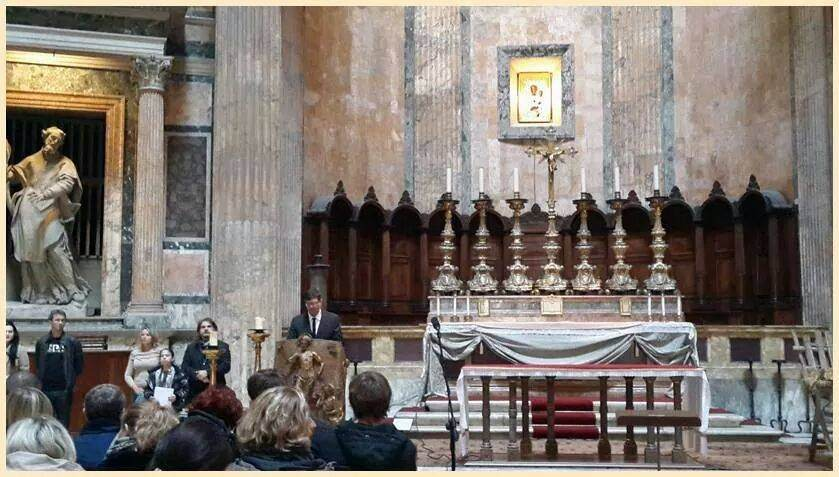
Jayme Amatnecks proclama la Jornada Mundial de Canto Coral en el Panteón Romano

Compone en un lenguaje libre, a menudo basado sobre las tradiciones musicales populares. De los primeros años 2000 el compositor se dedica a la producción de música contemporánea para coro, trabajo para el cual ha sido reconocido en el mundo del arte internacional.
Tiene un total de seis CD y dos premios por méritos artísticos, el premio Anita Philipovsky de la ciudad de Ponta Gruesa, El Seminatore y el premio concedido del gobierno del Estado de Paraná.
Tiene tres libros publicados de Editora ARCO Curitiba: "NATAL GLORIA" (2 ediciones), "TIC, TAC, Zoin, una historia sobre los sonidos" y el musical "UN REGALO PARA MAMÁ" "
En el 2013 ha trabajado como miembro del Jurado internacional del VII Festival Internacional CHORUS INSIDE Summer Edition de Roma, Italia.
Se distingue por haber proclamado en nombre de las Naciones Unidas y portuguesas en el Panteón de Roma, el 8 de diciembre de 2013 Día Mundial de Canto Coral
En el 2014 dio una masterclass "Misa de Santa Cruz, el Osvaldo Lacerda" para cantantes y directores de los coros participantes al X Festivale Chorus Inside de la ciudad de Chieti, Italia

## Polifonicus Mundi

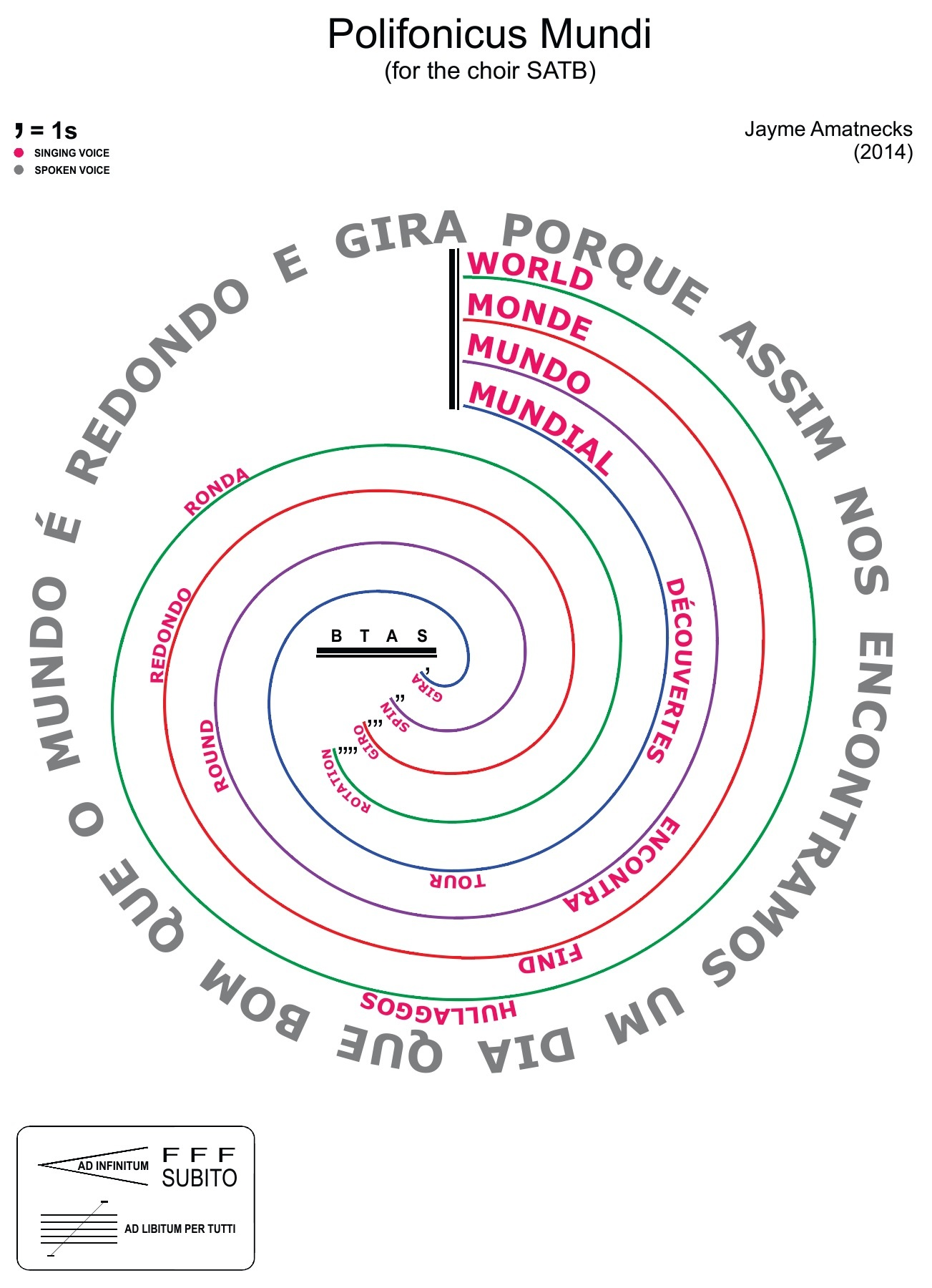
Polifonicus Mundi
Las líneas se refieren a la longitud de las trayectorias de silencio, pausa, o el sonido de las palabras en color magenta en unidades de tiempo. Las entradas de voz se llevan a cabo es a discreción de los intérpretes; la misma densidad o escasez forma de polifonía. Los sonidos de tiempo definido o indefinido obedecen a la textura de sus voces, divididas en soprano, contralto, tenor y bajo.

Polifonicus Mundi es un experimento, un ensayo, no un trabajo musical. El 'Polifonicus' es una composición planimétrica, es decir, un modo específico para ordenar la música estructuralista, o en la cual unidades estructurales Gestalt sustituyen a la melodía, línea, latidos fuertes y débiles, mientras el tema se está desarrollando. Es la realización de un plan temporal (en bajo), suministrado solo o en relación con otros, la búsqueda de acontecimientos musicales y sonidos. La idea está legada a la estética relativista imprecisa y paradojal.

## Véae
- Coral de Universidade Estadual de Ponta Gruesa
- Gabriel de Paula Machado
- Hans-Joachim Koellreutter